# Reggenza di Manggarai Occidentale
La reggenza di Manggarai Occidentale (in indonesiano: Kabupaten Manggarai Barat) è una reggenza dell'Indonesia, situata nella provincia di Nusa Tenggara Orientale.